# 2006年の芸術
2006年の芸術
2006年は、リモダニズムやスタッキズムが独自の展開を見せた年であるといえる。

## できごと
- レンブラント・ファン・レインの生後400年。
- のだめカンタービレのCD化、テレビドラマ化でクラシック音楽ブーム再燃。

### 3月
- アート・アンド・アンティークス・マガジンにおいて、シュルレアリスムが究極的には"...the foundation for all modern and contemporary art forms."であることが立証されるであろうと述べる。

### 5月
- 5月10日 - アムステルダム市立美術館とアムステルダム大学によってリモダニズムに関する会合が開かれ、グッゲンハイム美術館の補助学芸員が参加した。

### 7月
- テート・ギャラリーがクリス・オフィーリのThe Upper roomを70万5000ポンドで購入した件で、法律の力の外部で行動した点をチャリティー・コミッションが批判した。

### 10月
- スタッキズムに関する国際的シンポジウムがリバプール・バイエニアルの期間中にリバプール・ジョン・ムーア大学で行われた。

## 参考項目
- en:Art periods
- en:Remodernism
- en:Stuckism
- en:Surrealism